# Breitendiel
Breitendiel ist ein Gemeindeteil der Kreisstadt Miltenberg im unterfränkischen Landkreis Miltenberg in Bayern.

## Geographie
Das Kirchdorf  liegt am linken Ufer der Mud auf 133 m ü. NHN. Durch den Ort führt die Bundesstraße 469 von Kleinheubach nach Weilbach. Westlich auf dem Bullauer Berg liegt der Ort Mainbullau und östlich, jenseits des Geißbuckel Monbrunn. Durch Breitendiel verläuft die Madonnenlandbahn.

### Nachbargemarkungen
Folgende Gemarkungen grenzen an das Ortsgebiet von Breitendiel:
|            | Miltenberg                                  |            |
| Miltenberg | Kompassrose, die auf Nachbargemeinden zeigt | Miltenberg |
|            | Weilbach                                    |            |

## Geschichte
Noch gegen Ende des 19. Jahrhunderts ist östlich der Mud im Bereich der heute bewaldeten Gewanne Oberer Mühlrain, Im Esel und Lochwingert der Breitendieler Wein, der sogenannte „Esel“ angebaut worden.
Ende der 1960er Jahre erfolgten der Bau einer Umgehungsstraße der B 469. Im November 1970 stimmten 88 Prozent der stimmberechtigten Einwohner für einen vorzeitigen Anschluss an die Stadt Miltenberg. Am 1. Januar 1971 wurde dann die bis dahin selbständige Gemeinde Breitendiel eingemeindet.